# رولاند غونسالفيس
رولاند غونسالفيس (11 يونيو 1944 ببورتو في البرتغال - ) هو لاعب كرة قدم برتغالي في مركز الوسط. شارك مع Portugal national football B team ‏ ومنتخب البرتغال لكرة القدم. أما مع النوادي، فقد لعب مع نادي باسوش دي فيريرا ونادي بورتو ونادي فريموند ‏ ونادي بينفايل وA.A. Avanca ‏.

## وصلات خارجية
- رولاند غونسالفيس على موقع قاعدة بيانات كرة القدم.إي يو (الإنجليزية)
- رولاند غونسالفيس على موقع ناشيونال فوتبول تيمز (الإنجليزية)
- رولاند غونسالفيس على موقع عالم كرة القدم.نت (الإنجليزية)